# Tâm lý sức khỏe nghề nghiệp
Tâm lý sức khỏe nghề nghiệp (thuật ngữ tiếng Anh: Occupational health psychology - OHP, thuật ngữ tiếng Pháp: Psychologie de la santé au travail - PST) là ngành học về tâm lý mà có liên quan với sức khỏe và an toàn của công nhân. OHP giải quyết một số các chủ đề chính khu vực, bao gồm cả các tác động của lao động căng thẳng về thể chất và tinh thần, các tác động của thất nghiệp (về mặt thể chất và tinh thần), sự cân bằng công việc gia đình, bạo lực nơi làm việc và các hình thức khác của ngược đãi, tai nạn và an toàn, và can thiệp được thiết kế để cải thiện/bảo vệ nhân viên y tế. OHP dựa trên hai ngành học khác biệt là tâm lý học ứng dụng được biết đến như là tâm lý học sức khỏe và tâm lý học tổ chức công nghiệp (industrial and organizational psychology). OHP cũng bao gồm các ngành khác, bao gồm cả xã hội học, kỹ thuật công nghiệp (industrial engineering), và kinh tế, cũng như y học dự phòng  và sức khỏe cộng đồng. OHP chỉ ra rằng có mối liên quan giữa yếu tố tâm lý làm việc với sự phát triển, bảo dưỡng, và sự cải thiện sức khỏe người làm việc và gia đình của họ. Như vậy lĩnh vực này tập trung vào các yếu tố liên quan đến làm việc cái có thể dẫn đến chấn thương, bệnh tật, và đau khổ.

## Lịch sử
Cuộc cách Mạng Công nghiệp nhắc nhà tư tưởng, như Karl Marx với lý thuyết của chuyển nhượng của ông ấy, để quan tâm bản thân họ với tính chất của công việc và cái nó tác động vào công nhân. Taylor (1911)với tác phẩm Principles of Scientific Management cũng như Mayo là nghiên cứu vào cuối những năm 1920 và đầu năm 1930 trên người lao động ở nhà máy Điện Tây Salem giúp để đánh giá các tác động của vấn đề tâm lý học đến công nhân lao động. Được sáng tạo vào năm 1948 bởi Viện Nghiên cứu Xã hội (ISR) ở Đại học Michigan là quan trọng, bởi vì lĩnh vực này nghiên cứu trên căng thẳng nghề nghiệp và sức khỏe người lao động.
Nghiên cứu tại Anh bằng bởi Trist và Bamforth (năm 1951) đề nghị giảm tự động hóa cái đi kèm với những thay đổi cách tổ chức trong hoạt động khai thác than ảnh hưởng tinh thần của công nhân. Arthur Kornhauser's làm việc trong đầu những năm 1960 trên sức khỏe tinh thần của công nhân các xưởng ô tô, ở Michigan cũng góp phần cho sự phát triển của lĩnh vực này. Năm 1971, nghiên cứu của Gardell kiểm tra các tác động của tổ chức công việc lên sức khỏe tâm thần ở Thụy Điển trên người lao động và các kỹ sư nhà máy bột và giấy. Nghiên cứu về những ảnh hưởng của tình trạng thất nghiệp trên sức khỏe tâm thần đã được thực hiện tại University of Sheffield’s Institute of Work Psychology. Năm 1970 Kasl và Cobb ghi chép lại các tác động của thất nghiệp trên huyết áp ở các công nhân nhà máy tại Mỹ.